# Досон (Джорджія)
Досон (англ. Dawson) — місто (англ. city) в США, в окрузі Террелл штату Джорджія. Населення — 4414 особи (2020).

## Географія
Досон розташований за координатами 31°46′19″ пн. ш. 84°26′37″ зх. д. / 31.77194° пн. ш. 84.44361° зх. д. (31.771864, -84.443499).  За даними Бюро перепису населення США в 2010 році місто мало площу 9,72 км², з яких 9,72 км² — суходіл та 0,00 км² — водойми.

### Клімат
| Клімат : Досон        | Клімат : Досон | Клімат : Досон | Клімат : Досон | Клімат : Досон | Клімат : Досон | Клімат : Досон | Клімат : Досон | Клімат : Досон | Клімат : Досон | Клімат : Досон | Клімат : Досон | Клімат : Досон | Клімат : Досон |
| Показник              | Січ.           | Лют.           | Бер.           | Квіт.          | Трав.          | Черв.          | Лип.           | Серп.          | Вер.           | Жовт.          | Лист.          | Груд.          | Рік            |
| Середній максимум, °C | 14,4           | 14,4           | 17,2           | 23,9           | 26,1           | 30,0           | 33,3           | 33,9           | 32,8           | 26,1           | 20,6           | 15,6           | 26,1           |
| Середній мінімум, °C  | 2,2            | 4,4            | 10,6           | 11,7           | 17,8           | 20,0           | 21,1           | 21,7           | 20,6           | 11,7           | 6,7            | 2,2            | 12,8           |
| Норма опадів, мм      | 117            | 114            | 140            | 104            | 91             | 130            | 150            | 122            | 99             | 56             | 76             | 112            | 1250           |
| --------------------- | -------------- | -------------- | -------------- | -------------- | -------------- | -------------- | -------------- | -------------- | -------------- | -------------- | -------------- | -------------- | -------------- |
| Джерело: Weatherbase  |                |                |                |                |                |                |                |                |                |                |                |                |                |

## Демографія
Згідно з переписом 2010 року, у місті мешкало 4540 осіб у 1662 домогосподарствах у складі 1137 родин. Густота населення становила 467 осіб/км².  Було 1919 помешкань (197/км²).
Расовий склад населення:
| - 78,3 % — чорних або афроамериканців - 18,8 % — білих - 0,4 % — азіатів - 0,1 % — корінних американців - 1,2 % — осіб інших рас |

До двох чи більше рас належало 1,2 %. Частка іспаномовних становила 2,2 % від усіх жителів.
За віковим діапазоном населення розподілялося таким чином: 29,1 % — особи молодші 18 років, 57,7 % — особи у віці 18—64 років, 13,2 % — особи у віці 65 років та старші. Медіана віку мешканця становила 32,7 року. На 100 осіб жіночої статі у місті припадало 83,1 чоловіків;  на 100 жінок у віці від 18 років та старших — 73,9 чоловіків також старших 18 років.
Середній дохід на одне домашнє господарство  становив 30 792 долари США (медіана — 22 065), а середній дохід на одну сім'ю — 31 827 доларів (медіана — 25 260). Медіана доходів становила 28 254 долари для чоловіків та 23 571 долар для жінок. За межею бідності перебувало 49,2 % осіб, у тому числі 76,6 % дітей у віці до 18 років та 13,0 % осіб у віці 65 років та старших.
Цивільне працевлаштоване населення становило 1373 особи. Основні галузі зайнятості: освіта, охорона здоров'я та соціальна допомога — 25,0 %, роздрібна торгівля — 22,4 %, виробництво — 21,6 %.